# Sitio de Mariemburgo (1410)
El sitio de Mariemburgo fue un infructuoso asedio a la sede de la Orden Teutónica en el Castillo de Mariemburgo, por el conjunto de fuerzas polaco-lituanas bajo Vladislao y Vitautas durante la Guerra polaco-lituano-teutónica. El asedio tuvo lugar entre el 18 de julio de 1410 hasta el siguiente 19 de septiembre.
Las principales fuerzas polaco-lituanas llegaron al castillo el 26 de julio de 1410.
Tras la batalla de Grunwald, las fuerzas polaco-lituanas permanecieron en el campo de batalla durante tres días. Todos los caballeros notables fueron enterrados en fosas separadas, mientras que el cuerpo de Ulrich von Jungingen se cubrió con el escudo real y fue transportado a Mariemburgo. El resto de los muertos se reunieron en varias fosas comunes. Hay distintas especulaciones sobre los motivos por los que Vladislao decidió esperar tanto tiempo.
Después de tres días, el 18 de julio de 1410, las fuerzas polaco-lituanas se dirigieron a Mariemburgo y sitiaron el castillo, pero los tres días habían sido suficientes para que Heinrich von Plauen organizara la defensa con la ayuda de voluntarios y refugiados. En las semanas de asedio, los sitiadores no sólo sufrieron pérdidas debido a los combates, sino también por las enfermedades. Las noticias acerca de tropas de refuerzo teutónicas desde el oeste y Livonia llevaron al gran duque lituano Vitautas a retirarse. Se hizo evidente para el resto de los polacos de que el sitio no sería eficaz, por lo que la nobleza de la Pequeña Polonia también quería poner fin a la guerra antes de la cosecha, y el sitio se levantó el 19 de septiembre.
No fue hasta la Guerra de los Trece Años cuando el castillo fue capturado por los polacos, pero por medio del soborno en lugar de la operación militar.